# Lo Mas d'Agenés
Lo Mas d'Agenés (en francès Le Mas-d'Agenais) és un municipi francès situat al departament d'Òlt i Garona i a la regió de la Nova Aquitània.

## Demografia
| Evolució de la població INSEE |       |       |       |       |       |       |       |       |
| 1793                          | 1800  | 1806  | 1821  | 1831  | 1836  | 1841  | 1846  | 1851  |
| 2 493                         | 1 790 | 1 859 | 1 954 | 2 264 | 2 230 | 2 414 | 2 283 | 2 113 |

| 1856  | 1861  | 1866  | 1872  | 1876  | 1881  | 1886  | 1891  | 1896  |
| ----- | ----- | ----- | ----- | ----- | ----- | ----- | ----- | ----- |
| 2 161 | 2 153 | 2 063 | 2 056 | 1 963 | 2 008 | 1 985 | 1 958 | 1 862 |

| 1901  | 1906  | 1911  | 1921  | 1926  | 1931  | 1936  | 1946  | 1954  |
| ----- | ----- | ----- | ----- | ----- | ----- | ----- | ----- | ----- |
| 1 760 | 1 692 | 1 560 | 1 326 | 1 302 | 1 249 | 1 277 | 1 253 | 1 252 |

| 1962  | 1968  | 1975  | 1982  | 1990  | 1999  | 2006 | 2011 | 2016 |
| ----- | ----- | ----- | ----- | ----- | ----- | ---- | ---- | ---- |
| 1 371 | 1 384 | 1 241 | 1 206 | 1 220 | 1 330 | -    | -    | -    |

| 2019 | - | - | - | - | - | - | - | - |
| ---- | - | - | - | - | - | - | - | - |
| -    | - | - | - | - | - | - | - | - |

## Administració
| Període   | Identitat            | Partit        |
| --------- | -------------------- | ------------- |
| 1977-1988 | Daniel Castaing      |               |
| 1988-2001 | Jean Dall'Agnol      |               |
| 2001-2008 | Jean-Louis Confolent | UMP           |
| 2008-     | Sylvie Barbe         | Divers droite |

## Agermanaments
- Biesheim